# لوح عدل مظفر

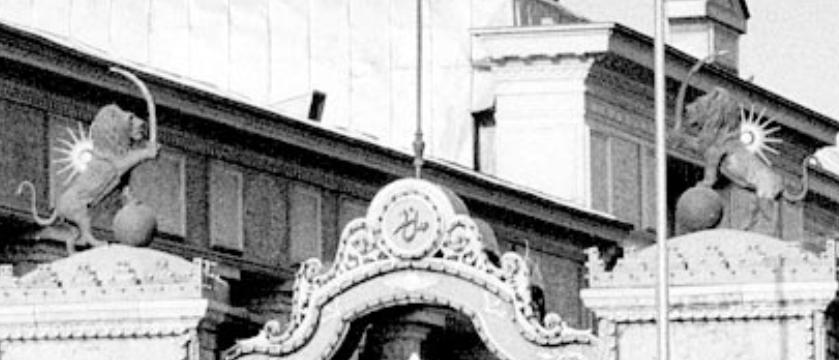
لوح عدل مظفر در میان دو شیر و خورشید در سر در مجلس شورای ملی در اوایل دوران پهلوی جای گرفته‌است

لوح عدل مظفر تابلویی در سر در کاخ بهارستان (ساختمان مجلس شورای ملی) بود که بر روی آن نوشته شده  بود عدل مظفر؛ حروف ابجد این عبارت برابر می‌شود با ۱۳۲۴ که نشان‌دهنده تاریخ قمری سالی است که فرمان مشروطیت از سوی مظفرالدین شاه صادر شد. (سال ۱۳۲۴ هجری قمری برابر است با ۱۲۸۵ هجری خورشیدی)

## واژه‌شناسی
در فرهنگ دهخدا آمده‌است این دو کلمه ماده تاریخ مشروطیت ایران است بحساب جُمَّل مطابق ۱۳۲۴ هجری قمری یعنی تاریخ گشایش مجلس. این عبارت به معنای عدالت مظفرالدین شاه قاجار است که با برپایی آن بر سر در مجلس نشانگر مشروطیت و نام پادشاه امضاکننده و نخستین پادشاه اجراکننده آن باشد.

## پیشینه

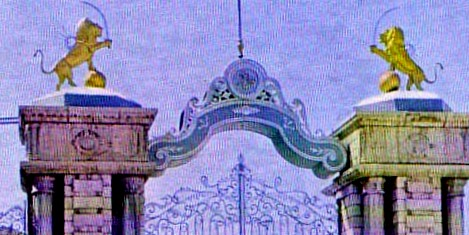
تندیس‌های شیر و خورشید به همراه لوح عدل مظفر در نمای درونی سر در مجلس شورای ملی در دهه پنجاه خورشیدی

روز یک‌شنبه چهاردهم جمادی‌الثانی ۱۳۲۴ (۱۴ اسد «امرداد» ۱۲۸۵ خورشیدی/ ۷ اوت ۱۹۰۶ میلادی)، پس از یک دوره اعتراض گسترده مردم ایران با درخواست دارالشورا و تدوین قانون اساسی مظفرالدین شاه، در کاخ صاحبقرانیه فرمان اعطای مشروطه را امضا کرد که ماده تاریخ آن براساس حرف ابجد به «عدل مظفر» شناخته شد.
عدل مظفر نشانی بود که از آغاز کار مجلس شورای ملی با نام (دارالشورای ملی) بر سر در مجلس نقش بست. این پلاک فلزی که بر آن تاریخ اعطای مشروطه (عدل مظفر) نوشته شده‌است، پس از انتقال مجلس به ساختمان بهارستان (خانه سابق میرزا حسین‌خان سپهسالار) ساخته شد و بر سر در اصلی مجلس در میان دو شیرکه به دست استاد حسن معمار ساخته شدند جای گرفت،  کهن‌ترین یادگار دوره مشروطه است که در موزه مجلس جای می‌گیرد.

لوح عدل مظفر در تاریخ در ۲۳ شوال ۱۳۲۴ (برابر با ۱۸ آذر ۱۲۸۵) بر سر در مجلسی با نام دارالشورای ملی ایران بر جای خود نهاده شد. براساس اسناد موجود این لوحه فلزی را سید عبدالرزاق از شهدای مشروطه با خط محمدرضا کلهر ساخت. عبدالرزاق در درگیری‌های پس از پیروزی مشروطه بین احزاب اعتدال و دموکرات به همراه علی‌محمدخان تربیت ترور شدند. مهدی‌قلی خان‌هدایت در «خاطرات خطرات» می‌نویسد: 
«پس از آغاز به کار مجلس و انتقال آن به بهارستان عدل مظفر تاریخ تأسیس مجلس است به خط کلهر با آب طلا بالای درب مجلس نصب شد.»
این پلاک در درگیری‌های پس از مشروطه و جریان به توپ بستن مجلس آسیبی ندید و به تدریج مهم‌ترین عامل مشخصهٔ مجلس شناخته شد. در دوره پهلوی اول به دلیل تضادی که رضاخان با قاجاریه داشت، عدل مظفر را از سر در مجلس به زیر آوردند. اما در ۱۹ آبان ۱۳۲۰ به جای نخست خود بازگشت، تا شاهد زنده حوادثی باشد که تا سال ۱۳۵۷ بر مجلس رفت.

## پس از انقلاب
در روزهای نخستین بعد از انقلاب ۱۳۵۷ این پلاک را همراه دو شیر از سر در مجلس پایین آورده شد و پشت مجلس رها شد. عبدالحسین حایری نخستین رئیس کتابخانه پس از انقلاب دربارهٔ پیدا شدن این پلاک گفت:
اوایل سال ۱۳۵۸ خبردار شدیم مجسمه شیرها به همراه این پلاک پشت ساختمان مجلس رها شده‌اند. عدل مظفر شکسته شده بود. من و همکارانم تکه‌های آن را جمع‌آوری کردیم و آن‌ها را به مخزن کتابخانه مجلس انتقال دادیم.
پس از راه‌اندازی موزه مجلس این پلاک به عنوان یکی از یادگارهای مشروطه بازسازی شد و تکه‌های آن پس از ترمیم در یک قاب کنار هم جای گرفتند.

## نگارخانه

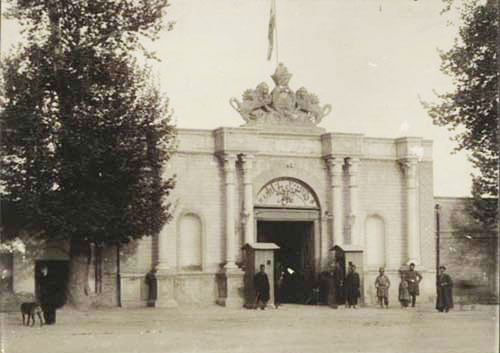
نمایی از نخستین سردر عمارت بهارستان به همراه نوشته عدل مظفر در بالای سردر
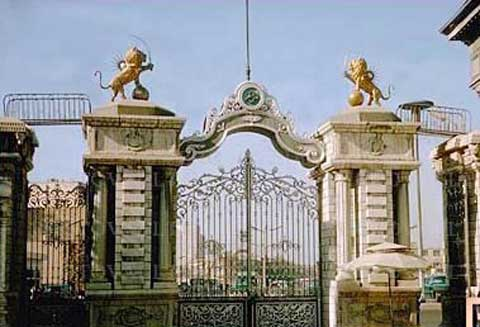
نمای درونی سردر مجلس شورای ملی به همراه نشان شیر و خورشید و لوح عدل مظفر